# Machaerantherinae
Machaerantherinae je podtribus glavočika,  dio tribusa Astereae. Postoji dvadesetak rodova (23); tipičan je Machaeranthera iz Sjeverne Amerike.

## Rodovi
1. Oreostemma Greene (3 spp.)
2. Eurybia (Cass.) Cass. (27 spp.)
3. Triniteurybia Brouillet, Urbatsch & R. P. Roberts (1 sp.)
4. Machaeranthera Nees (2 spp.)
5. Leucosyris Greene (9 spp.)
6. Xylorhiza Nutt. (10 spp.)
7. Oonopsis Greene (5 spp.)
8. Dieteria Nutt. (4 spp.)
9. Xanthisma DC. (20 spp.)
10. Haplopappus Cass. (72 spp.)
11. Notopappus Klingenb. (5 spp.)
12. Grindelia Willd. (67 spp.)
13. Xanthocephalum Willd. (5 spp.)
14. Stephanodoria Greene (1 sp.)
15. Rayjacksonia R. L. Hartm. & M. A. Lane (3 spp.)
16. Isocoma Nutt. (16 spp.)
17. Adiaphila G. L. Nesom (1 sp.)
18. Pyrrocoma Hook. (14 spp.)
19. Adeia G. L. Nesom (2 spp.)
20. Hazardia Greene (11 spp.)
21. Benitoa D. D. Keck (1 sp.)
22. Corethrogyne DC. (1 sp.)
23. Lessingia Cham. (12 spp.)